# Roberto Nielsen-Reyes
Robert  María Nielsen-Reyes Kurschner (ur. 12 lutego 1943 w La Paz) – boliwijski jeździec.

## Kariera
Trzykrotnie reprezentował Boliwię w skokach przez przeszkody na Letnich Igrzyskach Olimpijskich w 1968, 1972 i 1976, bez sukcesów.
W latach 1989–1992 był przewodniczącym Boliwijskiego Komitetu Olimpijskiego.